# Rynkatorpa duodactyla
Rynkatorpa duodactyla is een zeekomkommer uit de familie Synaptidae.
De wetenschappelijke naam van de soort werd in 1908 gepubliceerd door Hubert Lyman Clark.